# Лабковский, Наум Давыдович
Наум Давыдович Лабковский (22 апреля 1908, Тифлис — 1989[…]) — русский советский писатель, драматург, переводчик, поэт-песенник, автор многих популярных песен.

## Биография
Член Союза писателей СССР (1970).
Лауреат премии журнала «Крокодил» (1977), премии «Золотой телёнок» «Литературной Газеты» («Клуба 12 стульев») (1979).
Похоронен в Москве, на Головинском кладбище (уч. 1а).

## Произведения

### Проза
- Пост у насоса. — М., 1932 (Страна должна знать своих героев)
- Коллекция мистера Туманова. — М., 1933 (Юношеская научно-техническая библиотека)
- Рыбьи тропы. — М., 1958
- Сила искусства. — М., 1960
- Тёзка императора. — М., 1962
- Конец снежного человека. — М., 1964
- Гороскоп мадам Евы. — М., 1967
- Где зарыта собака. — М., 1976
- Медвежий душ: Юмористические рассказы. — М., 1977 (Новинки «Современника»)
- Пронзистор: Юморески. — М., 1971
- Собака Лиза: Рассказы и юморески. — М., 1978
- Большой вальс: Юмористические рассказы. — М., 1982
- Невыполнимые задания. — М., 1983

### Драматургия
- Честный человек: Пьеса. — М., 1935
- Под диктовку: Драматический этюд. — М., 1942

### Песни

#### В исполненииЛ. Утёсова
- Бывалый матрос (Песенка о бывалом матросе), муз. Л. Бакалов
- Бывший фронтовик, муз. Ю. Запольская
- Весёлый постовой, в соавт. с А. Раскин, муз. Н. Богословский
- Домик на Лесной, муз. Н. Богословский
- Жёлтые листья, муз. О. Строк
- Лунная рапсодия, муз. О. Строк
- Мой сын (У меня родился сын), муз. Е. Жарковский
- По перронам и вокзалам, муз. Ю. Запольская
- Родные берега, муз. Е. Жарковский
- Я пою (Сам собою я хороший…), муз. С. Кац

#### В исполненииМ. Бернеса
- В дальнем рейсе, муз. Ю. Левитин
- В жизни так случается, в соавт. с Б. Ласкин, муз. В. Соловьёв-Седой
- Далеко от дома, муз. Ю. Левитин
- Песенка фронтового шофёра, в соавт. с Б. Ласкин, муз. Б. Мокроусов
- Полевая почта, муз. Ю. Левитин

#### В исполненииК. Шульженко
- О любви не говори, муз. М. Феркельман
- Челита, вольный перевод мексиканской Cielito lindo, муз. М. Феркельман

#### Другие исполнители
- Парень-паренёк, муз. Э. Рознер
- Песенка о метро, муз. А. Островский, исп. М. Миронова, 1950 год[4]
- Песня краснофлотцев (Неспокойно родное море), муз. А. В. Александров[5]
- Прощальный луч, муз. А. Цфасман, исп. Л. Голубкина (в фильме «Грустить не надо»)

### Литературные переводы
- Польские фрашки / В пер. Н. Лабковского; ред. С. Михалков. М.: Прогресс, 1964.